# Mealyho automat
V informatice se pojmem Mealyho stroj označuje konečný automat s výstupem. Výstup je generován na základě příchozího vstupu i momentálního stavu, ve kterém se automat nachází. To znamená, že stavový diagram automatu má ke každému přechodu přiřazenu nejen vstupní hodnotu, kterou je přechod aktivován, ale i výstupní hodnotu, která je při aktivaci přechodu vygenerována. Tímto Mealyho automat připomíná synchronní komunikaci: Nejen že reaguje na hranu vstupního signálu, ale jakmile ho zpracuje a dosáhne dalšího stavu, jednou vygeneruje výstupní hodnotu, puls výstupního signálu, a pak už žádný výstup neposkytuje; zase až do další vstupní hodnoty předložené ke zpracování. Totiž nejen, že jsou stavy Mealyho stroje podmnožinou kartézského součinu množiny (předešlých) stavů a vstupní abecedy, ale i jeho výstupy jsou podmnožinou kartézského součinu stavů a výstupní abecedy.
Mealyho stroje jsou obdobou Mooreových strojů, u těch ale výstup nezáleží na současném vstupu, a proto mají Mooreovy stroje vždy zpoždění. Ovšem z pohledu realizované logické funkce je každý Mealyho stroj ekvivalentní nějakému Moorově stroji.[zdroj?] Na rozdíl od Mealyho automatů jsou Moorovy automaty schopny trvale poskytovat hodnotu svého vnitřního stavu, zpřístupněnou výstupem. Výstupy Moorových automatů jsou přímo kopií jeho stavů, bez kartézského součinu.

## Formální definice

Principiální schema Mealyho automatu

Mealyho stroj je uspořádaná šestice {\displaystyle (Z,Q,Y,\Phi ,\Psi ,q)}, kde:
- Z = {z1, z2, ... ,zn} - konečná vstupní abeceda
- Q = {q1, q2, ... ,qn} - neprázdná konečná množina stavů proměnlivých v čase
- Y = {y1, y2, ... ,yn) - konečná výstupní abeceda
- Φ = q(t+1) = Φ[q(t), z(t)] - přechodová funkce
- Ψ = y(t) = Ψ[q(t), z(t)] - výstupní funkce, záleží na stavu, ve kterém se automat nachází a zároveň i na vstupním signálu
- q - počáteční stav z množiny Q

nebo podle jiné terminologie (S, Σ, Λ, T, G, s0), kde
- Q = S je neprázdná konečná množina stavů
- Z = Σ je konečná vstupní abeceda
- Y = Λ je konečná výstupní abeceda
- Φ = T je přechodová funkce (T : S × Σ → S)
- Ψ = G je výstupní funkce (G : S × Σ → Λ)
- q = s0 ∈ S je počáteční stav.

V definici může být použita i sedmice: sedmým parametrem by pak byla množina koncových stavů.

## Příklad s diagramem

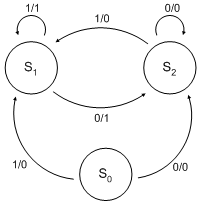
Přechodový diagram příkladového automatu.

Automat je popsán svým přechodovým diagramem:
- Tento stroj generuje výstup bez zpoždění.
- Pro vstupy x0x1…xn vygeneruje sekvenci 0y0y1…yn-1.
- S0, S1 a S2 jsou stavy.
- S0 je počáteční stav.
- Každá hrana přechodu je nadepsána "j / k", kde j je přijatý vstup a k je vygenerovaný výstup. Samotným stavům pak nejsou žádné hodnoty určeny. Výstup automatu, závislý na vstupech, je pak dán až aktivací odchozího přechodu.

## Jiný příklad s tabulkami

### Mealy
Automat má tabulkou definovanou svou přechodovou funkci a jednu výstupní funkci:
| stav | vstup z | vstup z |      | stav | výstup y | výstup y |
| stav | 0       | 1       | yz=0 | stav | yz=1     |          |
| ---- | ------- | ------- | ---- | ---- | -------- | -------- |
| A    | C       | B       | A    | 0    | 0        |          |
| B    | C       | A       | B    | 1    | 0        |          |
| C    | A       | C       | C    | 1    | 0        |          |

### Převod Mealy → Moore
Rozšíření počtu stavů:
- Každý Mealyho stav se rozdvojí, protože každý Mooreho stav může mít dvě hodnoty. Stejně se rozdvojí i jeho odchozí přechody, počet hran se tak až zdvojnásobí.
- Hodnota v Mooreho stavu je dána požadovanou výstupní hodnotou, obrácená úvaha.

Celkový počet výstupních hodnot se nezmění: zde se ze tří Mealyho stavů generujících každý dvě výstupní hodnoty stane šest Mooreho stavů, kde každý generuje právě jednu výstupní hodnotu.
| stav  | vstup z | vstup z | hodnota q výstup y |
| stav  | 0       | 1       | hodnota q výstup y |
| ----- | ------- | ------- | ------------------ |
| (A,0) | (C,0)   | (B,0)   | 0                  |
| (A,1) | (C,0)   | (B,0)   | 1                  |
| (B,0) | (C,1)   | (A,0)   | 0                  |
| (B,1) | (C,1)   | (A,0)   | 1                  |
| (C,0) | (A,1)   | (C,0)   | 0                  |
| (C,1) | (A,1)   | (C,0)   | 1                  |

Vyškrtání nedosažitelných stavů: Zde stav (B,1) není cílem ani jednoho z 12 přechodů, takže je nedosažitelný. Tento stav by ale stále mohl mít význam jako počáteční: Sice se nedá dostat do něj, ale dá se dostat z něj.